# Andrew Stark
Andrew Stark (* 31. srpna 1985 Seattle, Washington) je umělecké jméno amerického pornoherce, který i přes svou uváděnou heterosexuální orientaci účinkuje v gay pornografii jako tzv. gay-for-pay. Od roku 2009 vystřídal práci pro několik zavedených studií. Nejprve účinkoval pro společnost Corbin Fisher pod jménem Ty, poté v letech 2010 až 2012 pro studio Randy Blue již jako Andrew Stark. Toto jméno si zachoval i při následném působení pro společnosti Next Door Studios (2012), MEN (2012–2013), Lucas Entertainment (2013) a Falcon Group (od roku 2014). Mimo to se profesionálně zabývá také sprejerstvím a bodypaintingem. Ačkoli se narodil v Seattlu, vyrůstal a nadále žije v Denveru ve státě Colorado.

## Pornografická kariéra
Databáze Gay Erotic Video Index uvádí jako první Starkovu pornografickou zkušenost natáčení pro server Straight Boys Fucking.com. Sám herec v rozhovoru potvrdil pořízení jedné sólové a jedné bisexuální scény, kterou označil za nízkorozpočtovou a „děsnou“ zkušenost.

### Corbin Fisher a Randy Blue (2009–2012)
Ve svých 23 letech natáčel pro Corbina Fishera zpočátku sólovou, heterosexuální a následně téměř 20 homosexuálních scén, které byly publikovány v období od dubna do prosince 2009. Specialitu představovala v srpnu toho roku bisexuální scéna, v níž se do akce s herečkou zapojil i jeho mladší, tehdy 19letý bratr pod přezdívkou Daniel. Zatímco pro Daniela to bylo druhé a poslední video pro tuto společnost, Ty pokračoval ve spolupráci nadále.
Od následujícího roku však přešel ke studiu Randy Blue a začal užívat umělecké jméno Andrew Stark. Změnu prodělal i ve vizáži – jeho tvář začaly obvykle rámovat upravené linie vousů. Pro studio v následujícím období natočil 20 videí – z nich jednu scénu sólovou a šest živých show. Společnost je publikovala v období od dubna 2010 do srpna 2012. Řada z nich také byla zařazena do filmů vydaných na DVD. V roce 2010 to byly Dirty Secrets a Plug My Hole, v roce 2011 Hungry Hungry Holes 1 a Objects of Desire 3, v roce 2012 pak Afternoon Heat 2 a Cock Hungry Holes. Podle pozdějšího Starkova vyjádření se s oběma studii, Randy Blue i Corbin Fisher rozešel v dobrém.
V roce 2012 krátce působil u Next Door Studios, pro něž natočil 3 scény, zveřejňované postupně od srpna do října: trio s Rodem Dailym a Tylerem Torrem a po jedné scéně s Rodem Dailym a Austinem Wildem. Studio v následujících letech všechny scény využilo i pro filmy vydané na DVD: v roce 2013 Pornstar Poundage a Taking Control (u obou Stark figuruje na přední obálce) a v roce 2014 It's Just Sex.

### MEN.com (2012–2013)
Už v létě 2012 však zveřejnil na sociálních sítích fotografie s herci z jiných studií Jessiem Colterem a Zebem Atlasem, čímž podnítil spekulace o dalším vývoji svého působení. Ukázalo se, že zakotvil u MEN.com, a to zprvu na půlroční exkluzivní smlouvu. Jako první studio publikovalo 4. září 2012 jeho scénu „Janitor's Job“ s Brandonem Wildem a do konce roku následovalo dalších 11 videí, včetně skupinové scény z hasičského prostředí „Hot Like Fire“, párových scén s výše jmenovanými Jessiem Colterem a Zebem Atlasem nebo scény s Ryanem Rockfordem, který stejně jako Stark předtím vystřídal Corbina Fishera i Randy Blue. A ve spolupráci pokračoval Stark i v následujícím roce, kdy celkový počet publikovaných scén přesáhl tři desítky. Podílel se mimo jiné na sérii z baseballového prostředí Major League s Johnnym Rapidem a Mikem DeMarko nebo policejní sérii Men in Blue. Ústřední postavou se stal v trojdílné sérii z veřejných záchodků Tales of the John nebo v osmidílném transatlantickém projektu Men in Budapest, kde se objevil v 5 scénách. Všechny čtyři projekty společnost téhož roku vydala i na DVD (s výjimkou Major League, která vyšla o rok později) a další scény byly zařazeny do filmů Drill My Hole 8 (2013), Daddies Fuck Teens a Rocco Reed: Straight Bottom Bitch (oba 2014). Jeho partnery byli opakovaně např. Rocco Reed a Tommy Defendi, znovu se setkal s Rodem Dailym z Next Door Studios (ve skupinové scéně „Rod's Fantasy“) nebo s Chrisem Binesem z Randy Blue (ve scéně „The Sales Call“). Zajímavostí je také scéna s JD Phoenixem nazvaná příznačně „Body Painting“, v níž uplatnil Stark také svůj talent a zkušenosti z jiné oblasti svého působení.
Mezitím v září 2013 vydala newyorská společnost Lucas Entertainment DVD režiséra Marca MacNamary Kings of New York, Season 2, jehož čtvrtá, předposlední scéna byla prvním a jediným počinem Andrewa Starka pro toto studio. Ve snímku hrál poněkud suverénního fotomodela, který se však nepohodne s fotografem (Reichen Lehmkuhl), a tak ho před objektivem nahradí asistent v podání Jeda Athense, aby mu ukázal, jak se to dělá. To ho rozlítí a rozhodne si to s asistentem vyřídit po svém, v soukromí. Stark se zde objevil s hladce oholenou tváří a nezvyklým sestřihem.

### Falcon (od roku 2014)
Ještě v březnu 2014 spatřilo světlo světa Starkovo naživo natáčené videoshow pro server Guys In Sweatpants, ale jeho další působení se zdálo být prozatím nejisté. Ke spolupráci ho však přizval režisér Nick Foxx a Stark napevno zakotvil s exkluzivní smlouvou u Falcon Studios Group. Do konce roku 2014 společnost vydala celkem sedm DVD s jeho účastí: pod značkou Falcon dvoudílný snímek Intensity 1 & 2 (režie Bruno Bond a Nick Foxx), v edici Falcon Edge Stunners (r. Nick Foxx), ve studiu Raging Stallion Breaking the Bond (r. Chris Ward), v edici téhož studia Hard Friction filmy Balls Deep a Ass to Grind (oba v režii Stevea Cruze) a před koncem roku ještě America's Finest (r. Nick Foxx). Ve scéně pořízené pro první díl Intensity se Stark již potřetí, pod hlavičkou třetího studia setkal s Chrisem Binesem. Dalšími partnery mu byli Ludo Sander, Colt Rivers, Landon Conrad, či Brendan Patrick.
Spolu s partnerem z posledního snímku roku, Brentem Corriganem byl společností už v září 2014 uveden do tzv. „A-týmu“, tedy seznamu elitních exkluzivních modelů reprezentujících Falcon Studios Group. Již v říjnu 2014 se Stark zúčastnil také natáčení dvoudílného filmu Poolside s režisérem Brunem Bondem, první díl však byl vydán až v lednu následujícího roku a prozatím bez Starkovy scény. Stark se objevil až v druhém dílu, který společnost uvedla v únoru 2015, a to nejen ve scéně s Joshem Connersem, ale též jako hlavní hvězda filmu na obalu DVD. Dne 20. února studio ohlásilo jeho účast na chystaném filmu značky Falcon Edge Double Kross a dalším, dosud nepojmenovaném filmu. Double Kross režiséra Nicka Foxxe vyšel na DVD v březnu a Stark účinkoval v jeho třetí scéně spolu s afroamerickým kolegou Adrianem Hartem. Druhý film byl vydán na DVD a současně nabídnut ke stažení 1. května pod názvem Tahoe: Cozy Up. Snímek z prostředí horské chaty režíroval Tony Dimarco. Stark se objevil v druhé scéně s Rickym Deckerem. Na tento snímek navázal i další titul Tahoe: Keep Me Warm, jehož první scénu studio zveřejnilo online 4. června 2015. Andrew Stark účinkoval ve druhé scéně se Seanem Zevranem a rovněž ve třetí scéně hned se dvěma herci: Billym Santorem a Brennerem Boltonem. V říjnu uzavřel toto období film Total Exposure 2, který pro značku Raging Stallion natočili Steve Cruz a Nick Foxx v exteriérech Arizony a v němž Stark účinkoval jednak s Ryanem Rosem a v další scéně s Brianem Bondsem a Nickem Sterlingem.
Mírně vymykajícím se počinem v tomto období byl film Biggest Catch, který vyšel v létě 2015 ve spolupráci značek Naked Sword a MEN.com. Stark se v něm objevil v roli barmana spolu s Garrettem Cooperem.
K účinkování pro společnost Falcon se Andrew Stark znovu vrátil v roce 2017, když studio na 5. května ohlásilo vydání filmu Earthbound: Heaven to Hell 2 v režii Chi Chi LaRue. Ten měl navázat na někdejší snímek Heaven to Hell z roku 2004. Hlavní postavu Ďábla v něm i po letech ztvárnil opět Dean Monroe a Stark si zde zahrál mafiánského Lorda.

### Jiné účinkování
Andrew Stark se objevil mimo jiné i v reklamní kampani na spodní prádlo značky Andrew Christian – v jejím videu nazvaném StudBurbia (červenec 2013). V roce 2013 účinkoval také v dokumentárním snímku I'm a Porn Star.

### Filmografie
Výčet zahrnuje pouze scény vydané v rámci filmů na DVD apod., jednotlivé online scény nejsou zahrnuty, jakož i dokumentární filmy:
- Plug My Hole (2010) Randy Blue
- Hungry Hungry Holes 1 (2011) Randy Blue
- Objects of Desire 3 (2011) Randy Blue
- Afternoon Heat 2 (2012) Randy Blue
- Cock Hungry Holes (2012) Randy Blue
- Drill My Hole 8 (2013) MEN
- I'm a Porn Star (2013) – dokument
- Kings of New York, Season 2 (2013) Lucas
- Men in Blue (2013) MEN
- Men in Budapest (2013) MEN
- Pornstar Poundage (2013) Next Door
- Taking Control (2013) Next Door
- Tales of the John (2013) MEN
- Daddies Fuck Teens (2014) MEN
- Intensity 1 & 2 (2014) Falcon
- Balls Deep (2014) Raging Stallion
- It's Just Sex (2014) Next Door
- Major League (2014) MEN
- Rocco Reed: Straight Bottom Bitch (2014) MEN
- Stunners (2014) Falcon Edge
- Breaking the Bond (2014) Raging Stallion
- Ass to Grind (2014) Raging Stallion
- America's Finest (2014) Raging Stallion
- Poolside 2 (2015) Falcon
- Double Kross (2015) Falcon Edge
- Tahoe: Cozy Up (2015) Falcon
- Tahoe: Keep Me Warm (2015) Falcon
- Biggest Catch (2015) Naked Sword / MEN
- Total Exposure 2 (2015) Raging Stallion
- Earthbound: Heaven to Hell 2 (2017) Falcon Studios – připravovaný film

### Ocenění
- 2013 Grabby Awards: nominace na Nejlepšího webového účinkujícího (Web Performer of the Year)[114] (zvítězil Austin Wilde[115])
- 2015 Cybersocket Web Awards: nominace na Nejlepší pornohvězdu (Best Porn Star)[116] (zvítězil Jimmy Durano[117])
- 2015 XBIZ Awards: nominace na Gay účinkujícího roku (Gay Performer of the Year)[118] (zvítězil Landon Conrad[119])
- 2015 Grabby Awards: nominace na Nejžhavějšího aktivního herce (Hottest Top)[120] (zvítězil Mitch Vaughn[121])